# 天主教直布罗陀教区
天主教直布羅陀教區（拉丁語：Dioecesis Gibraltariensis）是天主教會設在英國海外領土直布羅陀的羅馬禮教區。

## 現況
2011年，在當地29,431人口中，有23,495名教友，估轄區總人口79.8%，有5個堂區、7名司鐸、2名修士、1名修女。現任主教是查爾斯·卡魯那（英語：Charles Caruana)。

## 外部連結
- 官方网站
- 直布羅陀天主教教區（页面存档备份，存于） in Catholic-Hierarchy.